# مقاطعة دالاس (أركنساس)
مقاطعة دالاس (بالإنجليزية: Dallas County)‏ هي إحدى مقاطعات ولاية أركنساس في الولايات المتحدة الأمريكية.